# Ichneumon mixtus
Ichneumon mixtus là một loài tò vò trong họ Ichneumonidae.